# The Dead Daisies
The Dead Daisies es un supergrupo australiano de hard rock fundado en 2013 en Sídney, Australia por David Lowy. Algunos músicos que se han unido a este proyecto de Lowy incluyen a Richard Fortus (Guns N' Roses), Jon Stevens (INXS, Noiseworks), Darryl Jones
(The Rolling Stones), Dizzy Reed (Guns N' Roses), Marco Mendoza (Thin Lizzy), Charley Drayton (The Cult, Divinyls, Cold Chisel), John Tempesta (The Cult), Brian Tichy (Whitesnake, Sass Jordan), Frank Ferrer (Guns N' Roses), Alex Carapetis (Nine Inch Nails), Clayton Doley, Jackie Barnes (Jimmy Barnes), John Corabi (The Scream, Mötley Crüe), Alan Mansfield, Doug Aldrich (Bad Moon Rising, Whitesnake), Deen Castronovo (Journey, Ozzy Osbourne, Hardline, Bad English, Revolution Saints), Glenn Hughes (Deep Purple, Black Sabbath, Trapeze, Black Country Communion), Tommy Clufetos (Black Sabbath) y Michael Devin (Whitesnake).

## Músicos

### Actuales
- David Lowy - guitarra rítmica (2012–presente), guitarra líder (2012–2013)
- John Corabi - voz, guitarra acústica (2015–2019, 2023–presente)
- Tommy Clufetos - batería (2021–2022, 2024–presente; de apoyo: 2015)
- Doug Aldrich - guitarra líder, coros (2016–presente)
- Michael Devin - bajo, coros (2023–presente)

### Antiguos
- Jon Stevens - voz (2012–2015), guitarra rítmica (2012–2013)
- Jim Hilbun - bajo, coros (2013)
- Alan Mansfield - teclados (2013)
- Charley Drayton - batería (2013, 2013–2014)
- Richard Fortus - guitarra líder, coros (2013–2016)
- Clayton Dooley - teclados, coros (2013)
- Marco Mendoza - bajo, coros (2013, 2014–2019)
- Alex Carapetis - batería (2013)
- Dizzy Reed - teclados, coros (2013–2016)
- Frank Ferrer - batería (2013)
- Brian Tichy - batería (2013, 2014–2017, 2022–2024)
- Darryl Jones - bajo, coros (2013–2014, como sustituto: 2015)
- John Tempesta - batería (2014)
- Deen Castronovo - batería, coros (2017–2021)
- Glenn Hughes - voz, bajo (2019–2023)

### De apoyo y sesión
- Bernard Fowler - voz (2015)
- Jacky Barnes - batería (2015)
- Damon Johnson - guitarra rítmica (2015)
- Dave Leslie - guitarra líder (2015)
- Yogi Lonich - guitarra rítmica (2016, 2017), bajo (2022)
- Dino Jelusick - voz (2022)
- Reb Beach - guitarra líder (2024)

## Discografía

### Estudio
- The Dead Daisies (2013)
- Revolucion (2015)
- Make Some Noise (2016)
- Burn It Down (2018)
- Holy Ground (2021)
- Radiance (2022)

### En vivo
- Live & Louder (2017)

### EP
- Man Overboard (2013)
- Face I Love (2014)

### Sencillos
- "Lock 'n' Load" (2013)
- "Washington" (2013)
- "It's Gonna Take Time" (2014)
- "Face I Love" (2014)
- "Angel in Your Eyes" (2014)
- "Midnight Moses" (2015)
- "Mexico" (2015)
- "With You and I" (2015)
- "Something I Said" (2015)
- "Long Way to Go" (2016)
- "Make Some Noise" (2016)
- "Song and a Prayer" (2016)
- "With You and I (live)" (2017)
- "Rise Up" (2018)
- "Dead and Gone" (2018)
- "Can't Take It With You" (2018)
- "Burn It Down" (2018)
- "Dead and Gone" swamp version (2019)